# Kathera
Kathera é uma cidade e uma nagar panchayat no distrito de Jhansi, no estado indiano de Uttar Pradesh.

## Demografia
Segundo o censo de 2001, Kathera tinha uma população de 6389 habitantes. Os indivíduos do sexo masculino constituem 54% da população e os do sexo feminino 46%. Kathera tem uma taxa de literacia de 51%, inferior à média nacional de 59.5%: a literacia no sexo masculino é de 62% e no sexo feminino é de 38%. Em Kathera, 16% da população está abaixo dos 6 anos de idade.